# Alpina furcata
Alpina furcata är en fjärilsart som beskrevs av Eugen Wehrli 1921. Alpina furcata ingår i släktet Alpina och familjen mätare. Inga underarter finns listade i Catalogue of Life.